# Sofía Posadas
Sofía Posadas (1859 - 1938) fue de las primeras pintoras argentinas, líder del grupo femenino de pintoras de Salones del Viejo Ateneo.

## Trayectoria
Se formó con el artista Reinaldo Giúdice. Se sabe que Posadas hizo un viaje de estudios a Europa.
Posadas se hizo famosa tras protagonizar un escándalo mayúsculo al mostrar un desnudo masculino de la cintura hacia arriba, en la exposición del el primer Salón de Ateneo el 23 de noviembre de 1891, junto a las pintoras Julia Wernicke y Eugenia Belín Sarmiento. Posadas se vio obligada a retirar el cuadro porque las damas organizadoras consideraban que afectaba la moral y las buenas costumbres de la época. Sin embargo, los desnudos artísticos de Feyen-Perrin y la escultura desnuda de Benlliure, ambos varones, no despertaron ningún enojo.
Luego de eso, Posadas, llevó el desnudo y lo expuso en la casa de Bossi, en la calle Florida, en donde fue comprada por Luis Varela. Posadas nunca más volvió a exhibir un desnudo. De ahí en adelante pintó flores, retratos y pequeños paisajes. Posadas, decidió dedicarse a lo que la tradición obligaba a las mujeres artistas, aunque en 1900 pintó cuadros históricos, entre ellos «Los últimos dios del general San Martín».
En 1896, Posadas era considerada como «la única verdadera pintora del país».

Es la única dama argentina que rompiendo con todas las preocupaciones, ha empuñado decididamente el pincel, no como simple aficionada, sino haciendo del arte un estudio continuo; a él ha dedicado su vida y en él busca su subsistencia.